# Saint-Symphorien (Cher)
Saint-Symphorien é uma comuna francesa na região administrativa do Centro, no departamento de Cher. Estende-se por uma área de 9,54 km². Em 2010 a comuna tinha 136 habitantes (densidade: 14,3 hab./km²).